# Рожни Връх (община Целе)
Вижте пояснителната страница за други значения на Рожни Връх.
Рожни Връх (на словенски: Rožni Vrh) е село в Словения, Савински регион, община Целе. Според Националната статистическа служба на Република Словения през 2015 г. селото има 147 жители.